# Brithys
Brithys is een geslacht van vlinders van de familie uilen (Noctuidae), uit de onderfamilie Noctuinae.

## Soorten
- B. crini (Fabricius, 1775)
- B. encausta Hübner, 1827
- B. vertenteni Hulstaert, 1924